# Monte Carbonaro
Il monte Carbonaro (491 m s.l.m.) è il secondo rilievo del gruppo più occidentale degli Aurunci.